# Ґутулья
Національний парк Ґутулья (норв. Gutulia nasjonalpark) — це найменший національний парк Норвегії. Ландшафт складається з озер та незайманих лісів, де переважають смерека, сосна та береза. Через клімат ріст повільний, а багатьом ялинам сотні років. Через парк є лише одна позначена стежка.
Ґутулья розташований недалеко від національного парку Фемуннсмарка та заповідних територій на шведському боці кордону.

## Назва
Перший елемент — це назва річки Ґутуа, останній елемент — скінченна форма li f 'схил пагорба'. Назва річки походить від воріт f 'дорога' (взимку у якості доріг використовували замерзлі річки).